# 星の島のるるちゃん
『星の島のるるちゃん』（ほしのしまのるるちゃん）は、ふくやまけいこによる日本の漫画作品。『なかよし』（講談社）にて1993年4月号から1994年8月号まで連載された。全16話。そのほか、『るんるん』（同）1994年11月号に番外編が掲載された。単行本は同社より新書判が全2巻、早川書房より文庫版が全2巻、それぞれ刊行された。

## あらすじ
科学者のパパと一緒に、星の島にやってきた江の島るる。星の形をした不思議な島で、たくさんの友達と出会い、騒動や冒険を巻き起こしていく近未来空想科学ファンタジー。

## 登場人物

### 主要登場人物
江の島るる
本作の主人公の少女。黒髪を高い位置で三つ編みにしている。一人称は「あたし」もしくは「るる」。
サテライト育ちであり、父親の仕事の都合で星の島へ転校してきた。そのため、星の島で起こる様々なことに驚かされてばかり。
反面、星の島での一般的なこととそうではないことの区別がついていないこともあって、適応力は最も早い。
学校の成績はあまりよくなく、また極度の音痴でもある。
明るく前向き、すずやかはつらつ、常に元気だが、泣く時には泣ける、とにかく素直な少女。
誰とでも仲良くなれる性格で、地球人を野蛮だと信じる宇宙人の心を動かし、内にこもった少女の心も解きほぐし、ロボットの感情に影響をも与えた。
エリ＝フラクソン
るるが転校初日、車にはねられそうになったところを、車を持ち上げて助けた少女。子供型のロボットであり、モデルは人間のエリ。
鉄をねじ曲げるほどの怪力だが、通常その力が使えるのは人命に関わることがあった場合のみであり、基本は同世代の少女の平均値に設定されている。
おしとやかで大人しく、ほわんほわんとした優しい性格。しかし、るるら友人のピンチには、身体をはって助けにいく勇敢な女の子。
最終話にて、その存在そのものが、星の島存続に関わっていることが明らかになる。
フーポワ
見た目は二足歩行する犬のようだが、バウワウ星人という宇宙人の少年。バウワウ星人には個人名をつける習慣がないため、フーポワというのは、るるがつけた名前。一族の名前は、サルーキー。
元々はバウワウ星人の調査員として、野蛮人である地球人の科学進歩を邪魔するためにやってきた。が、るると出会い、一緒にいたいという気持ちから、職場放棄。
事が露見した後、一度は規定違反だと、隊長に捕獲されそうになった。が、瀕死のフーポワを必死に救おうとする地球人の姿に考えを改められた隊長によって、特別に地上勤務を言い渡される。
当初は偶然翻訳機をつけてしまったるるしか言葉が分からなかったが、後に皆と会話が可能となった。
身体の大きさを自由自在に変えられる特技を持ち、またしっぽは取り外しが可能となっている。
新野郎太
るるのクラスメイトの少年。るるより少し前に転校してきた。機械いじりが得意であり、壊れたエリを治すことも出来る。
ややいじわるなところもあるが、元気で活発な性格。いざという時には、頼りがいのあるところを見せる。
機械だけでなく、海や女の子も大好き。が、るるやパピルスから好意を寄せられても、全く気がつかない鈍感な面もある。
名前はニーノ・ロータに由来。
タフィー・ウェハース
るるのクラスメイトの少女。星の島で一番のお金持ちの御嬢様。
美人だがデリカシーのないのが玉に瑕。しかし、本人もそれではだめだと内心では思っている。また、奔放で突拍子もないクラスメイトの中では、比較的常識人でしっかり者でもある。
メロン
石竜の子供。メロン色の体色と角があることから、ロータにメロンと名付けられた。るるたちを真似、片言ながら人間の言葉を喋れるようになる。卵の時、人間に捕縛された母親と離ればなれになってしまっていたが、るるたちの活躍もあって再会。その後も度々るるたちのところへ遊びにきている。
パピルス・モロヘーヤ・ヒエログリフ
るるより後に転校してきた少女。世界をかける天才歌手。ボディーガード兼マネージャーである最新ロボット・スフィンクスのボディ交換のため、星の島へやってきた。るるからは「パピちゃん」と呼ばれている。
両親とのすれ違いや、素直になれない性格から、クラスメイトとなったるるたちにも心を閉ざしていた。更に、自身のお守りであるアクセサリーを狙う謎の犬集団にも襲われることとなる。
しかし、るるの素直さに触れる内、少しずつ心を開いていくようになる。
スフィンクス
パピルスのボディーガード兼マネージャー。最新型ロボットだが、その巨体さゆえに不自由が多く、ロータの父に依頼して、人型ロボットに頭脳を移し替えるため、星の島へきた。
誠実で真面目、るるたちにも親切であり、パピルスを護るためなら、自身の危険も厭わない。
最終的に、ロボットへの考え方を改めたパピルスに、ボディをどちらでもいいと言われたが、「お嬢様が嬉しいことを言ってくれた時、笑顔になれるから」という理由で、人型のボディを自ら選択した。

### その他の人々
メロウ
るるのクラスメイト。カメレオ星の少女。科学が優れすぎた星の出身であり、ぼ～っとしていることが「えらい」ために、やや感覚がずれている。
春巻
るるのクラスメイト。地球人の少年。眼鏡をかけた頭のいい男の子。ロータとつるんでいることが多い。
キダチアロエ
るるのクラスメイト。地球人の少女。少しボーイッシュな性格。タフィーの父が経営する塾に通っている。
るるの父
「科学者のために作られた研究楽園」という文句に誘われ、星の島へやってきた。当初はその言葉が嘘であったことから、星の島を出て行こうとしていたが、すぐに馴染んでしまう。
るるの母
サテライトで忙しく働いており、滅多に会えない。
エリの母
人間のエリの実母であり、人間のエリが父親と共に宇宙旅行している間は、ロボットのエリと２人暮らしをしている。学校の保険医でもある。
ロータの父
息子同様、機械に強い。スフィンクスの頭脳の入れ替えに協力する。るるの父とも仲がよい。
ウェハース氏
タフィーの父。星の島で一番の大金持ち。島のためになればと思うあまり、メロンの母親を軟禁していたが、後にそれが誤りであったことに気づく。
メロンの母
メロンがまだ卵の頃、ウェハース社によって捕獲された。るるたちの活躍もあって、脱出。一度は星の島を滅ぼそうとしたものの、るると仲良くなっていたメロンの説得により、正気を取り戻す。
隊長
フーポワが所属するバウワウ星人の隊長。人間を野蛮人と信じて疑わずにいたが、るるたちの行動を見て、考えを改める。
ギザ、ピラ、ミッド
パピルスを付け狙う犬のマスクをつけた３人組。過去、パピルスと共に事故にあい、透明人間となってしまっている。唯一アクセサリーをつけることで、被害を免れていたパピルスに逆恨みし、彼女のアクセサリーを付け狙っている。
カーメン・津丹
新聞記者。特ダネ命であり、ギザたちに協力して、パピルスのスキャンダルを得ようと画策する。
ポメラニア
バウワウ星人の女の子。フーポワに惚れており、婚約するために地球へやってきた。るるによってつけられた愛称は「ポメちゃん」。可愛らしい見た目だが、嫉妬深い。
人間のエリ
ロボットのエリのモデルになった少女。父親と宇宙旅行へ出かけていたが、最終話にて、以前とは別人のような姿で帰ってくる。

## 書誌情報
- ふくやまけいこ『星の島のるるちゃん』 （1）、講談社〈講談社コミックスなかよし 778巻〉、1994年5月6日。ISBN 4-06-178778-0。
- ふくやまけいこ『星の島のるるちゃん』 （2）、講談社〈講談社コミックスなかよし 791巻〉、1994年11月2日。ISBN 4-06-178791-8。
- ふくやまけいこ『星の島のるるちゃん』 第1巻、大都社、2000年5月。ISBN 4-88653-439-2。
- ふくやまけいこ『星の島のるるちゃん』 第2巻、大都社、2000年5月。ISBN 4-88653-440-6。
- ふくやまけいこ『星の島のるるちゃん』 （1）、早川書房〈ハヤカワコミック文庫〉、2005年3月9日。ISBN 4-15-030785-7。
- ふくやまけいこ『星の島のるるちゃん』 （2）、早川書房〈ハヤカワコミック文庫〉、2005年4月14日。ISBN 4-15-030791-1。 - 描き下ろしの最終話を収録。